# پمبا، موزامبیک
پمبا (به لاتین: Pemba) یک منطقهٔ مسکونی در موزامبیک است که در استان کابو دلگادو واقع شده‌است.
 پمبا ۱۹٫۷۹ کیلومتر مربع مساحت و ۲۰۱٬۸۴۶ نفر جمعیت دارد و ۳۰ متر بالاتر از سطح دریا واقع شده‌است.

## خواهرخوانده
شهرهای رجو نل امیلیا و آویرو خواهرخوانده‌های پمبا، موزامبیک هستند.